# Design Web Format
Design Web Format (DWF) je bezpečný souborový formát vyvinutý firmou Autodesk. Je určen pro efektivní distribuci a komunikaci 2D a 3D návrhových dat pro všechny, kdo chtějí prohlížet, připomínkovat, odměřovat a tisknout CAD soubory. DWF soubory obsahují komprimovaná grafická data a jsou tak podstatně menší a rychleji přenositelné než originální CAD výkresy a modely s různými externími referencemi a závislostmi). DWF soubory jsou elektronické výkresy obsahující veškeré výkresové styly, měřítka a výkresové listy - lze je tak snadno tisknout na jakémkoliv výstupním zařízení.
Varianta formátu DWF - DWFx - je založena na XPS specifikaci postavené na XML. DWFx je přímo podporován v operačním systému Windows (s .Net Framework 3.x) - lze jej tedy zobrazovat bez prohlížeče.
Soubory formátu DWF a DWFx lze přímo publikovat ze všech aplikací firmy Autodesk - z programů AutoCAD, Inventor, Revit atd. Pomocí bezplatné Windows aplikace (virtuálního ovladače) Autodesk DWF Writer lze DWF vytvářet i z libovolných dalších Windows aplikací.
K prohlížení, odměřování, připomínkování a tisku 2D a 3D dat DWF a DWFx souborů slouží bezplatný prohlížeč Autodesk Design Review. Soubory DWFx lze prohlížet a tisknout i nativně, bez prohlížeče, přímo prostředky operačního systému Windows Vista nebo Windows XP s MSIE7.
DWF soubory lze zobrazovat i pomocí online služby Autodesk Freewheel . Ta převádí DWF data na rastrový obrázek, se kterým lze pomocí Ajax web aplikace interaktivně pracovat.
Oproti formátu PDF má formát DWF řadu výhod pro návrhová data - vyšší přesnost, úspornost, dostupnost, snazší použití v CAD aplikacích. Přehled výhod a nevýhod viz např. Srovnání formátů DWF a PDF.